# Plaza Bolívar de Barquisimeto
La plaza Bolívar de Barquisimeto es un espacio público localizado en la ciudad de Barquisimeto en el centro occidente de Venezuela, específicamente en el Estado Lara entre la iglesia de la inmaculada concepción, la sede del gobierno municipal de Iribarren, la plaza de la justicia y el edificio nacional, entre las calles 25 y 26 y entre las carreras 16 y 17 en el casco histórico de la ciudad. El espacio en donde se ubica la Plaza Bolívar de Barquisimeto estuvo ocupado con viviendas, que se derrumbaron en 1812 cuando sobrevino el terremoto de ese año en la ciudad. 
En ese lugar, posteriormente, se ubicó la Plaza la Concepción, exactamente en 1842. El General Juares en 1894 hizo colocar unas bellas rejas provenientes de Nueva York y adquirió varios solares de otras casas para ampliar la plaza. El 4 de junio de 1896, se le reinauguró dándole el nombre de Plaza Miranda. Así permaneció hasta 1925, cuando el general Pedro Lizarraga le otorgó el nombre de Plaza Bolívar, pero no sería realmente sino hasta 1930 cuando el General Eustoquio Gómez decreta y construye el pedestal para la colocación de la estatua ecuestre del Padre de la Patria, traída de Europa en ocasión del centenario de la muerte de El Libertador. Se trata de una de las plazas más antiguas en su tipo.